# Berberis daochengensis
Berberis daochengensis är en berberisväxtart som beskrevs av T. S. Ying. Berberis daochengensis ingår i släktet berberisar, och familjen berberisväxter. Inga underarter finns listade i Catalogue of Life.